# Bessay-sur-Allier
Bessay-sur-Allier és un municipi francès, situat al departament de l'Alier i a la regió d'Alvèrnia-Roine-Alps. L'any 2007 tenia 1.417 habitants.

## Demografia

### Població
El 2007 la població de fet de Bessay-sur-Allier era de 1.417 persones. Hi havia 582 famílies de les quals 162 eren unipersonals (69 homes vivint sols i 93 dones vivint soles), 186 parelles sense fills, 222 parelles amb fills i 12 famílies monoparentals amb fills.
La població ha evolucionat segons el següent gràfic:
Habitants censats

### Habitatges
El 2007 hi havia 657 habitatges, 580 eren l'habitatge principal de la família, 21 eren segones residències i 56 estaven desocupats. 621 eren cases i 34 eren apartaments. Dels 580 habitatges principals, 388 estaven ocupats pels seus propietaris, 184 estaven llogats i ocupats pels llogaters i 8 estaven cedits a títol gratuït; 2 tenien una cambra, 27 en tenien dues, 95 en tenien tres, 185 en tenien quatre i 271 en tenien cinc o més. 439 habitatges disposaven pel capbaix d'una plaça de pàrquing. A 238 habitatges hi havia un automòbil i a 280 n'hi havia dos o més.

### Piràmide de població
La piràmide de població per edats i sexe el 2009 era:
| Homes | Edats   | Dones |
| ----- | ------- | ----- |
| 0     | 95 o +  | 0     |
| 0     | 90 a 94 | 4     |
| 8     | 85 a 89 | 20    |
| 16    | 80 a 84 | 0     |
| 28    | 75 a 79 | 36    |
| 36    | 70 a 74 | 32    |
| 28    | 65 a 69 | 32    |
| 16    | 60 a 64 | 32    |
| 20    | 55 a 59 | 20    |
| 48    | 50 a 54 | 48    |
| 52    | 45 a 49 | 48    |
| 68    | 40 a 44 | 60    |
| 56    | 35 a 39 | 64    |
| 56    | 30 a 34 | 48    |
| 28    | 25 a 29 | 56    |
| 20    | 20 a 24 | 36    |
| 32    | 15 a 19 | 56    |
| 64    | 10 a 14 | 64    |
| 56    | 5 a 9   | 56    |
| 56    | 0 a 4   | 24    |

## Economia
El 2007 la població en edat de treballar era de 922 persones, 690 eren actives i 232 eren inactives. De les 690 persones actives 639 estaven ocupades (331 homes i 308 dones) i 51 estaven aturades (20 homes i 31 dones). De les 232 persones inactives 88 estaven jubilades, 74 estaven estudiant i 70 estaven classificades com a «altres inactius».

### Ingressos
El 2009 a Bessay-sur-Allier hi havia 579 unitats fiscals que integraven 1.426,5 persones, la mediana anual d'ingressos fiscals per persona era de 17.386 €.

### Activitats econòmiques
Dels 48 establiments que hi havia el 2007, 1 era d'una empresa extractiva, 5 d'empreses alimentàries, 2 d'empreses de fabricació d'altres productes industrials, 9 d'empreses de construcció, 8 d'empreses de comerç i reparació d'automòbils, 5 d'empreses de transport, 4 d'empreses d'hostatgeria i restauració, 9 d'empreses de serveis, 3 d'entitats de l'administració pública i 2 d'empreses classificades com a «altres activitats de serveis».
Dels 14 establiments de servei als particulars que hi havia el 2009, 1 era una oficina de correu, 1 funerària, 1 taller de reparació d'automòbils i de material agrícola, 1 paleta, 3 guixaires pintors, 1 lampisteria, 3 electricistes, 1 perruqueria i 2 restaurants.
Dels 5 establiments comercials que hi havia el 2009, 1 era una botiga de menys de 120 m² i 4 fleques.
L'any 2000 a Bessay-sur-Allier hi havia 30 explotacions agrícoles que ocupaven un total de 3.050 hectàrees.

## Equipaments sanitaris i escolars
L'únic equipament sanitari que hi havia el 2009 era una farmàcia.
El 2009 hi havia 1 escola maternal i 2 escoles elementals.

## Poblacions més properes
El següent diagrama mostra les poblacions més properes.